# Bogdan Petriceicu Hasdeu
Bogdan Petriceicu Hasdeu, född 26 februari 1838 i Cristinești, död 25 augusti 1907 i Câmpina, var en rumänsk filolog och skald.
Hasdeu blev 1878 riksarkivarie och professor i jämförande språkforskning i Bukarest. Han uppträdde som författare i historiska, filologiska, arkeologiska och etnografiska frågor och skrev därjämte nationalekonomiska och filosofiska avhandlingar. 
Hasdeu uppsatte tidskrifterna "Archiva istorică a României" (fyra band, 1865–67), "Columna lui Trajan" (åtta band, 1870–77), "Revista nouă". I Istoria critica a Românilor (två band, 1873–74) försökte han bland annat hävda rumänernas direkta härstamning från Trajanus kolonister. I Cuvênte din betrâni (tre band, 1878–82) utgav och tolkade han några av de äldsta rumänska texterna (från tiden 1550–1600) och arbetade på rumänska akademiens uppdrag på "Etymologicum magnum Romaniæ" (1887 ff.). 
Hasdeus arbeten saknar ofta kritik och metod, men hans verksamhet ändå starkt till att väcka intresse för vetenskapen i Rumänien. Han skrev även dikter, noveller och historiska dramer (bland annat Răsvan Vodă).

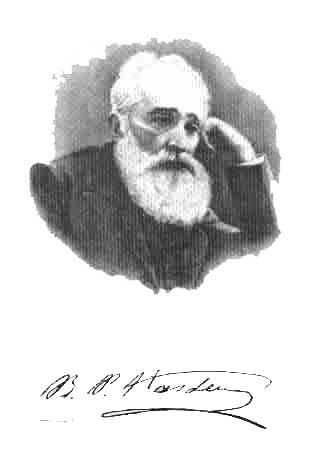
Bogdan Petriceicu Hasdeu